# Сурена
Сурена (Surenas; * 84 пр.н.е.; † - 52 пр.н.е.) e партски военачалник (spahbod). Името му означава „герой, силен“.
Произлиза от благородническата фамилия Сури, Сурена от Систан в Източен Иран, която e от седемте най-влиятелни фамилии в Партиа.
Плутарх пише, че Сурена е втори по влияние и могъщество след царя. Пътувал с керван от 1000 камили, които носят багажа му и 200 камили, които носят харема му.
Сурена ръководи партската войска и побеждава римляните в Битката при Кара през началото на юни 53 пр.н.е.
Той е убит по-късно от цар Ород II, вероятно от завист.